# Caralluma europaea
El chumberillo de lobo o penquilla de monte, Caralluma europaea, es una especie presente únicamente en el norte de África, sur de Sicilia y sudeste de España en la Región de Murcia y la Provincia de Almería. 
Es una planta rastrera, carnosa, con aspecto de cactus, aunque no tenga nada que ver con esta familia de plantas.
Florece durante todo el año, aunque raramente en invierno y más frecuentemente entre abril-mayo y en otoño. Las flores son rojas y desprenden un olor desagradable para atraer a las moscas y conseguir la polinización.
El fruto es una cápsula con forma de grandes cuernos alargados.

## Hábitat y distribución
Habita en laderas pedregosas (litosuelos) muy soleadas, generalmente en grietas, de ambientes áridos y cercanos al mar.
En España se encuentra únicamente en el sureste peninsular y en las Islas Chafarinas. En la provincia de Almería: Desierto de Tabernas, Uleila del Campo, parque natural de Cabo de Gata-Níjar y El Palmer.
En la Región de Murcia en los municipios de Torre Pacheco en el espacio protegido del Cabezo Gordo, en Cartagena en el parque natural de la Sierra de la Muela, Cabo Tiñoso y Roldán, en la Isla del Ciervo (Parque natural de Espacios abiertos e islas del Mar Menor), así como en isla Plana, en Mazarrón, y entre Águilas y San Juan de los Terreros. En el interior de la Región se ha descrito en Ulea y en la base del parque natural de Sierra Espuña, en Alhama de Murcia.
En el norte de la Región de Murcia, así como en las provincias de Alicante y Albacete, crece otra especie de este mismo género, mucho más rara, Caralluma munbyana.
Fuera de España, se encuentra en Italia (islas de Linosa y Lampedusa) y en el norte de África, incluyendo Marruecos, Túnez, Libia y Egipto, y Oriente Medio: Israel y Jordania.

## Nombre común
- Castellano: chumberilla, chumberillo del lobo, chumberillo de lobo (2), empeinadora, espinal, penquilla, penquilla del campo.[1]